# 马氏体
麻田散鐵 (英語：Martensite)，若母相元素為鐵，則可稱為麻田散鐵。其為纯金属或合金从某一固相转变成另一固相时的产物；在转变过程中，原子不扩散，化学成分不改变，但晶格发生变化，同时新旧相间维持一定的位向关系并且具有切变共格的特征。
麻田散鐵最先在淬火钢中发现，是由奥氏体转变成的，是碳在α铁中的过饱和固溶体。以德国冶金学家阿道夫·马登斯（A.Martens）的名字命名；现在麻田散鐵型相变的产物统称为“麻田散鐵”。

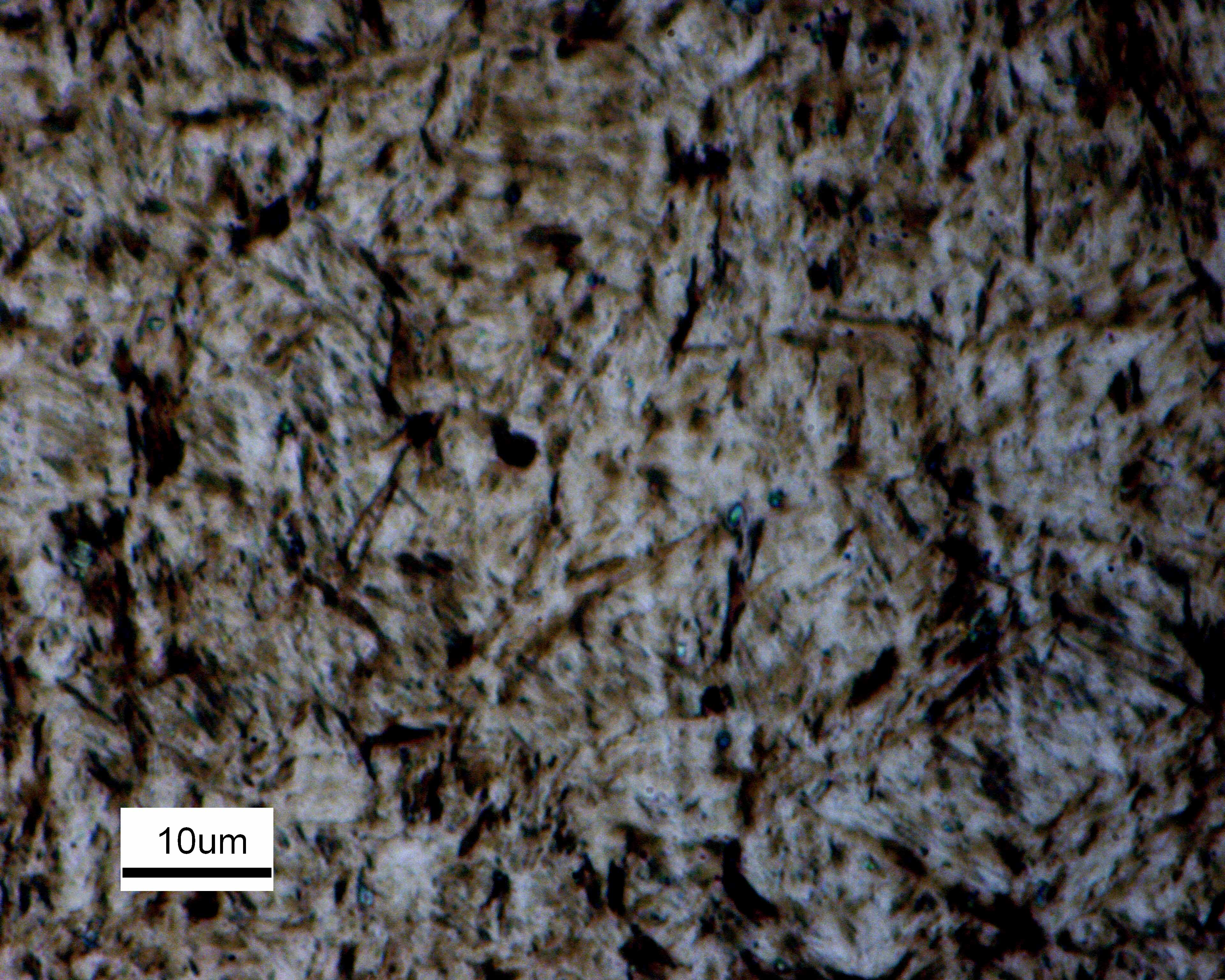
美国钢铁学会4140钢中的马氏体

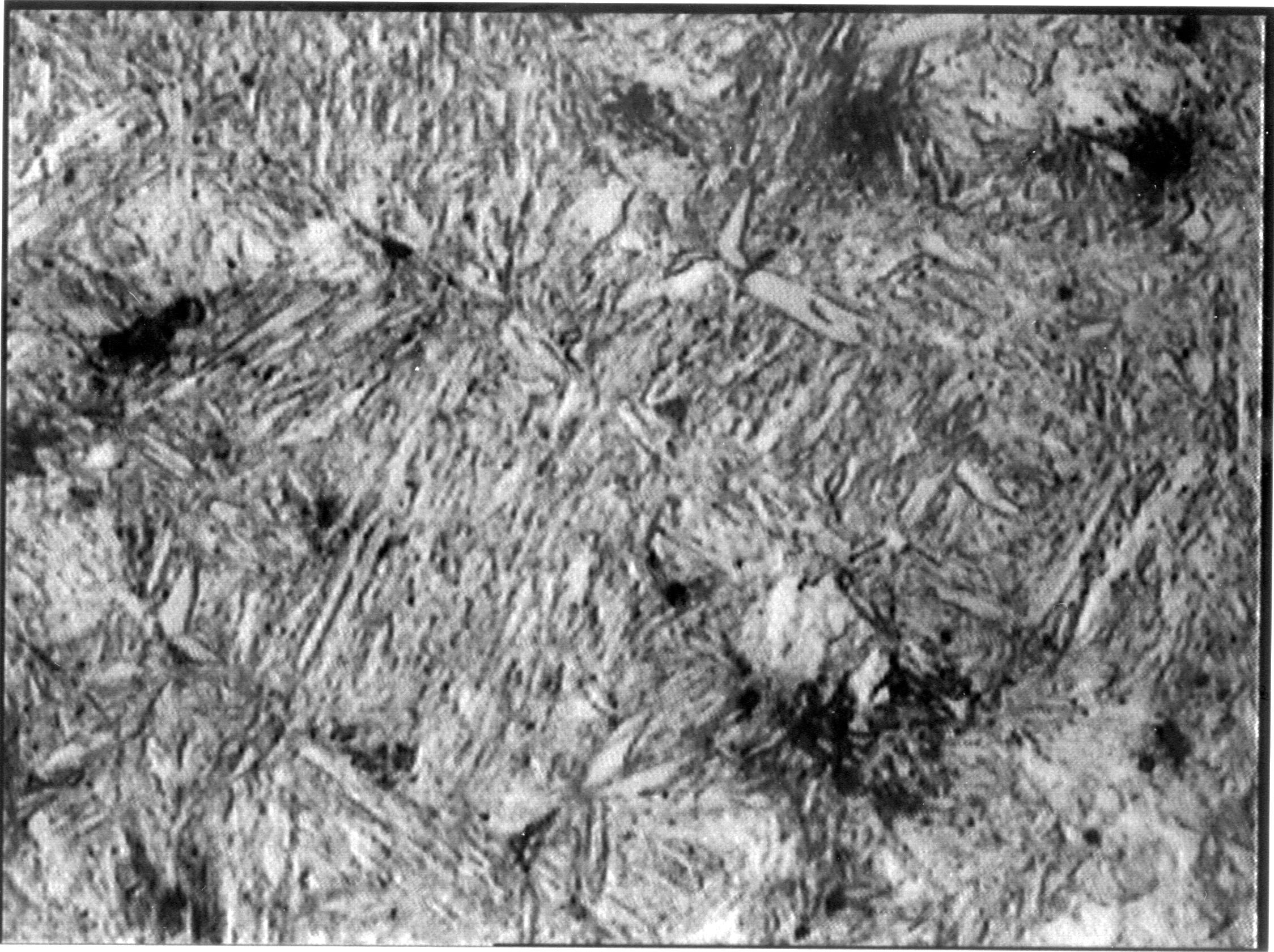
含碳量0.35%，870°C水淬

麻田散鐵的开始和终止温度，分别称为MS点和MF点，因冷卻速度極快直接跳過Ar'和Ar"之變態，無吐粒散鐵形成；钢中的麻田散鐵在显微镜下常呈针状，并伴有未经转变的奥氏体（残留奥氏体），常藉由回火或是深冷處理去除殘留沃斯田鐵，；钢中的麻田散鐵的硬度随碳量增加而增高；高碳钢的麻田散鐵的硬度高而脆，而低碳钢的麻田散鐵具有较高的韧性。
它通常是指钢的一种很硬的晶体结构，但也可指任何由位移相变形成的晶体结构。它包括一类具有条状或板状晶粒的硬矿物。
在較低碳含量的碳鋼中，麻田散鐵由於內部差排的堆積，呈現局部板狀麻田散鐵；而在較高碳含量的碳鋼，則會產生平行雙晶的片狀麻田散鐵。